# Ami Aspelund
Ami Aspelund, egentligen Anne-Marie Aspelund, född 7 september 1953 i Vasa, är en finlandssvensk artist. Sin första singel, Apinamies, gav hon ut 1973. Hon deltog i Eurovision Song Contest 1983 med sången "Fantasiaa". I Finlands uttagning till Eurovision Song Contest 1982 blev hon tvåa med sången "Mitt äppelträd". Hon deltog i musikfestivalen för minoritetsspråk Laulun Laulut i Pajala 2007. Hon sjöng då ett bidrag på finlandssvenska. År 1993 spelade hon lärarinnan Marghareta i TV-serien 16 på FST där hon hade ett flertal låtar.
Hon är syster till Monica Aspelund som deltog i Eurovision Song Contest 1977.

## Teater

### Roller
| År   | Roll       | Produktion                                           | Regi          | Teater          |
| ---- | ---------- | ---------------------------------------------------- | ------------- | --------------- |
| 2008 | Jacqueline | La Cage aux Folles Jerry Herman och Harvey Fierstein | Georg Malvius | Svenska Teatern |

## Diskografi

### Album
- Ami (1974)
- Credo – minä uskon (1975)
- Karibu (1975)
- Yön jälkeen (1976)
- Cascade (1976)
- Fågel blå (1978)
- Sinilintu (1978)
- Tänään huipulla (1982)
- Fantasy dream (1983)
- Framtidens skugga (1983)
- Fenor och vingar (1986)
- Rio Herne (1994)
- Sylvian paluu (1997)
- Sylvias återkomst (1996)
- Tänään huipulla (2000)
- Ami Live! (2005)
- Pärlor (2005)
- På resa! (2008)

### Singlar
- ”Apinamies” / ”Bumerangi” (1973)
- ”Waterloo” / ”Kun pois hän on” (1974)
- ”Tänään huipulla” / ”Tiedä mitä tahdot” (1974)
- ”Mä halusin niin” / ”Suukkosuma” (1975)
- ”Päivä kaunein on tullut” / ”Nuoruuteni on ohi” (1975)
- ”Koska sun taas nähdä saan” / ”Ja rakastan vielä” (1975)
- ”Chanson d'amour” / ”Onnen hetket” (1977)
- ”Vapaana” / ”Ihmeiden aika” (1977)
- ”Sinilintu” / ”Charleston” (1978)
- ”Fågel blå” / ”Charleston” (1978)
- ”Fågel blau” / ”Der erste Flug” (1982)
- ”Mitt äppelträd” / ”Fågel blå” (1982)
- ”You are my life” (Ami Aspelund ja Jokke Seppälä) / ”Flight 205” (Jokke Seppälä) (1982)
- Rakkaudesta ystävyyteen / Tahtoo lisää (1983)
- Fantasiaa / Fantasy dream (1983)
- Clown / Private secretary (1983)
- Niin hyvä kun oot vierelläin / Tyttö ja nauravat silmät / Carnaval!-Samba kesälle (2004)
- Lugn, skön semester!? (2007)
- Hemåt / Ängel / Europa tur och retur (2008)